# Prietenia (Star Trek: Generația următoare)
Prietenia (The Bonding) este cel de-al cincilea episod al celui de-al treilea sezon al serialului științifico-fantastic „Star Trek: Generația următoare”, cel de-al 53-lea episod, difuzat pentru prima dată pe 23 octombrie 1989.

## Povestea
În timp ce investighează o planetă ocupată odată de Koinonians, șeful securității Worf și membri ai echipei Enterprise declanșează o mină antică. Sunt transportați la infirmerie, dar locotenentul Marla Aster este declarată moartă. În timp ce căpitanul Picard transmite vestea despre moartea Marlei fiului ei, Jeremy, Wesley Crusher discută cu comandantul Riker despre cum Picard i-a anunțat despre moartea tatălui său mamei sale și lui însuși. Worf își exprimă dorința de a face R'uustai, un ritual klingonian împreună cu Jeremy, deoarece sunt ambii orfani și crede că îl poate ajuta pe băiat să se recupereze din punct de vedere emoțional, dar Jeremy îl învinovățește pe Worf pentru moartea mamei sale.
Echipajul investighează planeta, descoperind minele care au fost recent descoperite și expuse. Observă un fascicul de particule încărcate provenind de la suprafața îndreptată spre Enterprise, în timp ce consilierul Troi simte o nouă prezență de pe planetă. În camera lui Jeremy, apare o manifestare fizică a Marlei, explicând că echipajul a considerat-o în mod eronat moartă și că dorește ca Jeremy să trăiască pe planetă. Troi și echipa de securitate îi urmărește pe cei doi împiedicând-o pe „Marla” să utilizeze transportatorul pentru a reveni pe planetă. Se întorc în camera lui Jeremy, care are aspectul casei lui Asters de pe Pământ. Inginerul șef La Forge aranjează scuturile pentru a opri fasciculul de particule, cauzând dispariția lui „Marlei”, iar camera revine la normal.
Un filament se ridică de pe planetă, lovind Enterprise și întrerupând scuturile; „Marla” apare și îl ia pe Jeremy, intenționând să meargă în camera transportatoare. Picard o închide pe „Marla” cu ajutorul unor câmpuri de forță și vorbește cu ea. „Marla” explică faptul că este una dintre cele două rase care o dată locuiau pe planetă; specia ei, făcută din energie, a supravegheat celelalte specii fizice care s-au eliminat în timpul războaielor, iar poporul ei dorește să împiedice mai multă suferință provocată de rămășițele războiului, oferindu-i astfel lui Jeremy iluzia că mama lui este încă în viață. Picard și Troi subliniază că modul de a face față morții face parte din condiția umană. Wesley îi explică lui Jeremy cum a făcut el atunci când a aflat că tatăl său a murit. Jeremy își exprimă ura față de Worf, dar Troi îi explică faptul că ambii sunt orfani, în timp ce Worf constată că a fost ajutat de oameni după ce și-a pierdut părinții. Jeremy decide să meargă cu Worf. Realizând că Jeremy va fi în regulă, iluzia „Marla” dispare și prezența străină nu mai există.
Mai târziu, Worf și Jeremy îndeplinesc ritualul R'uustai.

## Vezi și
- 1989 în științifico-fantastic